# Inger Nilsson

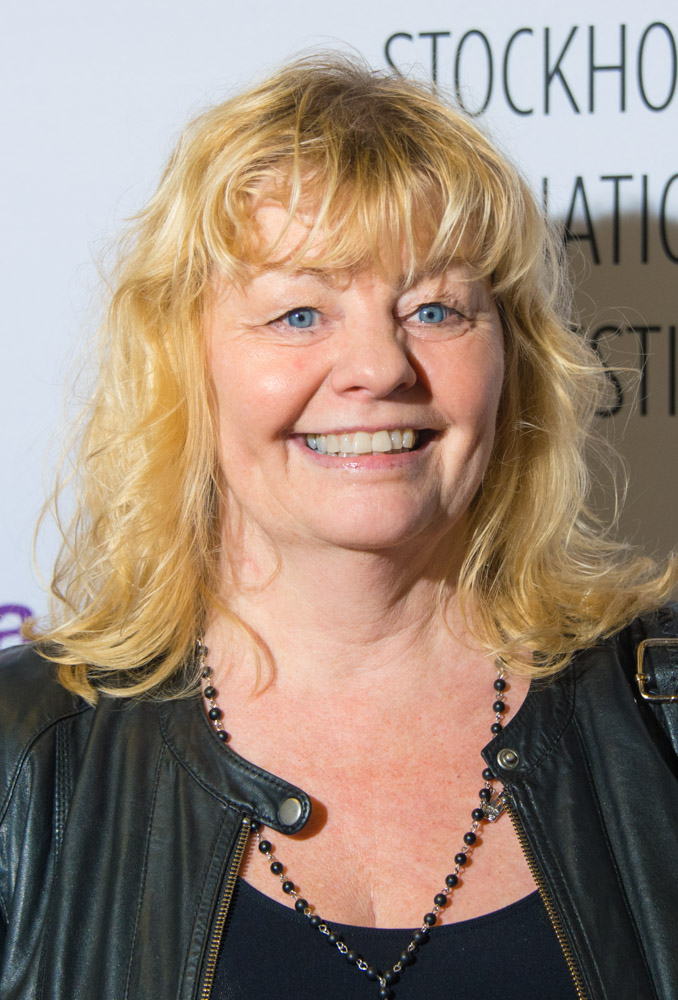
Inger Nilsson (2015)

Karin Inger Monica Nilsson (* 4. Mai 1959 in Kisa) ist eine schwedische Schauspielerin und eine ehemalige Kinderdarstellerin. Bekannt wurde sie als Pippi Langstrumpf in den gleichnamigen Verfilmungen nach den Büchern von Astrid Lindgren.

## Leben und Werdegang

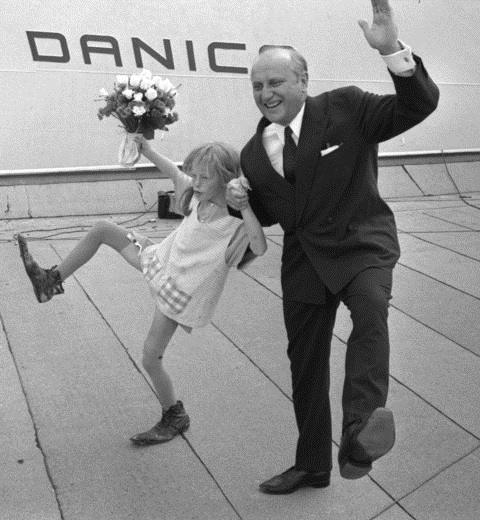
Inger Nilsson als Pippi Langstrumpf vor der Stena Danica bei einem Werbeauftritt für die Stena Line mit deren Gründer Sten A. Olsson (1969)

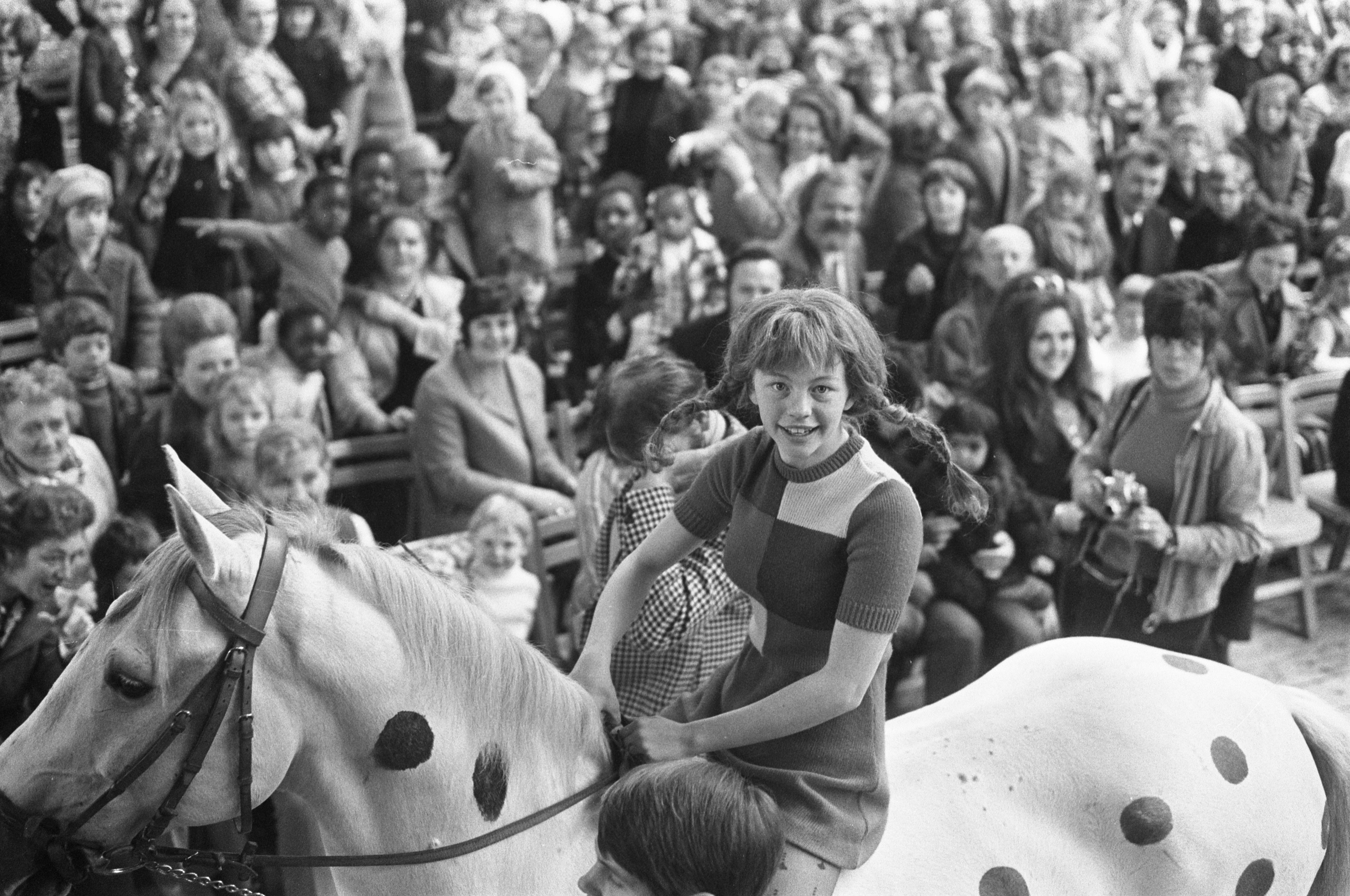
Inger Nilsson als Pippi Langstrumpf 1972

Inger Nilsson spielte von 1969 bis 1970 die Rolle der Pippi Langstrumpf in den Verfilmungen der gleichnamigen Kinderromane von Astrid Lindgren, nachdem sie bei einem Casting aus über 8000 Mitbewerbern für die Rolle ausgesucht wurde und wurde dadurch über die Grenzen von Schweden hinaus bekannt. Nach dem Schulabschluss arbeitete sie zunächst als Sekretärin, übernahm dann aber wieder Schauspielrollen. An den Erfolg ihrer Kinderzeit konnte sie jedoch nicht mehr anknüpfen. In der schwedischen Provinz trat sie an kleineren Theatern in sehr unterschiedlichen Rollen auf, ihren Lebensunterhalt verdiente sie als Urlaubsvertretung von Sekretärinnen in einer privaten Stockholmer Herzklinik. Daneben versuchte sich Nilsson als Sängerin und veröffentlichte 1977 den Popsong Keep on Dancing. Die Single kam auch in Dänemark heraus, wurde aber kein großer Erfolg.
Am 4. Mai 1999 wurde in der ZDF-Dokumentarreihe 37 Grad der Film Ich war Pippi Langstrumpf – Ein Kinderstar ist groß geworden ausgestrahlt. 2000 holte der Schweizer Regisseur Xavier Koller Nilsson für die Neuverfilmung des Romans Schloß Gripsholm von Kurt Tucholsky wieder vor die Kamera, wo sie neben Ulrich Noethen, Heike Makatsch und Jasmin Tabatabai spielte. 2003 war sie zu Gast in der 70er Show von Hape Kerkeling. 2006 war sie in der Miniserie AK3 zu sehen, ein Jahr später in dem Film Numerologen. Von 2007 bis 2020 spielte sie in 29 Folgen die Gerichtsmedizinerin Ewa in der ZDF-Krimireihe Der Kommissar und das Meer. In den Medien wurde dies als ihr Comeback gefeiert. 2009 nahm Nilsson an Kändisdjungeln teil, der ersten und einzigen Staffel der schwedischen Version von Ich bin ein Star – Holt mich hier raus!. Sie erreichte in der Sendung den vierten Platz.
2021 spielte Inger Nilsson in der zweiten Staffel der Krimiserie Jäger – Tödliche Gier die Figur der Gunilla Särn.

## Filmografie
- 1969: Pippi Langstrumpf (Pippi Långstrump) (TV-Serie, wurde in Deutschland erst 1971 gezeigt)
- 1969: Pippi Langstrumpf (geschnitten aus der Serie)
- 1969: Pippi geht von Bord (geschnitten aus der Serie)
- 1970: Pippi in Taka-Tuka-Land (Pippi Långstrump på de sju haven, Titel im Fernsehen: Pippi Langstrumpf und die Seeräuber)
- 1970: Pippi außer Rand und Band (På rymmen med Pippi Långstrump, Titel im Fernsehen: Mit Pippi Langstrumpf auf der Walz)
- 1973: Hier kommt Pippi Langstrumpf (Här kommer Pippi Långstrump) (wurde erst 1987 in Deutschland gezeigt, geschnitten aus der Serie)
- 1989: Polly hilft der Großmutter (Kajsa Kavat, Kurzfilm)
- 1994: Panik på kliniken (Fernsehfilm)
- 1995: Que pasó con (Fernsehserie, 1 Folge)
- 2000: Gripsholm
- 2006: AK3 – Dolda beslut (Miniserie)
- 2007: Numerologen (Kurzfilm)
- 2007–2021: Der Kommissar und das Meer (Fernsehreihe) → siehe Episodenliste
- 2015: Efterskalv
- 2017: Öppna inte ögonen (Kurzfilm)
- 2018: Svart cirkel
- 2021: Jäger – Tödliche Gier – Zweite Staffel (Krimiserie)
- 2022: Lill-Zlatan och morbror Raring
- 2023: Mini-Agenterna (Fernsehserie, 1 Folge)

## Auszeichnungen
- 2015: Ehrendarstellerpreis des Eat My Shorts – Hagener Kurzfilmfestivals
- 2019: Sprachpreis der Vereinigung Norden